# 李剛
李 剛（イ・ガン、이강、1878年4月18日 - 1964年10月13日）は、韓国の独立運動家。雅名は吾山または鰲山。

## 生涯
平安南道龍岡郡出身で1903年にハワイ州へ労動移民した。ハワイで英語を学んだ後、翌1904年にサンフランシスコへ移住した。同地へ来ていた安昌浩と会い、安昌浩が創設した共立協会に参加して 《共立新報》の主筆を勤めた。
1907年安昌浩が帰国して組織した新民会に参加し、すぐにロシアに移動してウラジオストクに新民会支部を設置して《海潮新聞》と《大同公報》を発行した。この時安重根と親しくし、彼の伊藤博文狙撃を後援したと知られる。.
1919年に三・一運動以後ロシア領での独立運動団体が合作した大韓国民議会、武装独立運動団体臣民団を組織した。しかし、1923年に上海市で亡命、大韓民国臨時政府に加入し、議定院議長などを務めた。この期間中中国で日本警察に逮捕され、1928年から1930年まで平壌刑務所で服役した。
1962年に建国勲章独立章が授与された。

## 参考サイト
- 大韓民国国家報勲処, 이 달의 독립 운동가 상세자료 - 이강, 2004년